# Bank Menatep
Bank Menatep era una banca privata fondata in Russia da Mikhail Khodorkovsky.

## Storia
Le condizioni finanziarie della banca vennero gravemente segnate dalla crisi del 1998, a seguito di investimenti ad alto rischio andati male. La Banca Centrale Russa revocò la licenza della Menatep nel maggio 1999. La bancarotta venne finalizzata nel febbraio 2001. Tra l'agosto del 1998 e la primavera del 1999 le attività della banca vennero dilapidate dal management e dalla proprietà, all'oscuro dei risparmiatori. Oltre 15.000 persone persero tutti i loro risparmi.
Un nuovo istituto, chiamato Bank Menatep Saint Petersburg, fu creato dalle ceneri della divisione pietroburghese della banca. Bank Menatep Saint Petersburg non risponde per i debiti del vecchio istituto.